# Carol
Carol und Carole in englisch-französischer Form, walisisch Caryl oder Carolyn, italienisch Carola, deutsch Karola, ist ein weiblicher, seltener auch männlicher Vorname. Caroll ist eine weitere Variante.

## Wortherkunft
Dieser Name steht in Nähe zu Carolus, deutsch Karl/Karla ‚der Freie, Held‘ (cf. Kerl), die romanisch-englische Form wird aber in der Bedeutung ‚Geliebte(r)‘ interpretiert, zu englisch carol ‚Rundtanz, Freundenslied, religiöse Ballade‘ (wie in der Erzählung A Christmas Carol von Charles Dickens) altfranzösisch carole, italienisch carola, mittellateinisch choraula, griechisch χοραυλής (choravles, chorbegleitender Flötist), zu χορός (choros, ‚Tanz, Chor‘) mit αυλός (avlos, ‚Flöte‘).

## Varianten
- englisch Carol(l), Carole
- walisisch Caryl
- französisch Carole
- italienisch Carole, Carola
- deutsch Karola

Diminutivform:
- K/Carolin(e/a)

Kurzformen (alle auch zu Karla und Carolin)
- C/Kari, C/Karo
- Carrie

Mischformen, Namensverschmelzungen:
- Charlotte/a (zu Charles mit Lotta)

## Namensträgerinnen

### Vorname

#### Carol
- Carol Bolt (1941–2000), kanadische Dramatikerin
- Carol Cady (* 1962), US-amerikanische Leichtathletin
- Carol Douglas (* 1948), US-amerikanische Soul- und Disco-Sängerin
- Carol Drinkwater (* 1948), britische Schauspielerin und Autorin
- Carol Fredette (1940–2021), US-amerikanische Jazzsängerin
- Carol Higgins Clark (1956–2023), US-amerikanische Krimiautorin
- Carol Ann Leigh (1943–2020), US-amerikanische Blues- und Jazzsängerin-
- Carol Lo Tempio (1929–2023), US-amerikanische Sängerin, siehe April Stevens
- Carol Rama (1918–2015), italienische Malerin
- Carol Robbins (* 1954), US-amerikanische Jazzmusikerin
- Carol Rubin (1945–2001), US-amerikanische Filmproduzentin
- Carol Sánchez (* 1986), costa-ricanische Fußballspielerin
- Carol Shields (1935–2003), kanadische Schriftstellerin
- Carol Springer (1936–2018), US-amerikanische Immobilienmaklerin und Politikerin
- Carol Twombly (* 1959), US-amerikanische Grafikdesignerin
- Carol Windley (* 1947), kanadische Schriftstellerin

Zwischenname
- Joyce Carol Oates (* 1938), US-amerikanische Schriftstellerin
- Aileen Carol Wuornos (1956–2002), US-amerikanische Prostituierte und Serienmörderin

#### Carole
- Carole Alston (* 1957), US-amerikanische Jazzsängerin und Schauspielerin
- Carole Bissig (* 1996), Schweizer Skirennläuferin
- Carole Bouquet (* 1957), französische Schauspielerin
- Carole Caldwell Graebner (1943–2008), US-amerikanische Tennisspielerin
- Carole Cook (1924–2023), US-amerikanische Schauspielerin
- Carole Costa (* 1990), portugiesische Fußballspielerin
- Carole Dieschbourg (* 1977), luxemburgische Politikerin (déi gréng) und Unternehmerin
- Carole Feuerman (* 1945), US-amerikanische Bildhauerin und Autorin
- Carole FitzPatrick (* 1959), US-amerikanische Sopran-Sängerin
- Carole Jordan (* 1941), britische Astronomin und Astrophysikerin
- Carole King (eigentlich Carol Klein, * 1942), US-amerikanische Rock-/Pop-Musikerin
- Carole Landis (1919–1948), US-amerikanische Schauspielerin
- Carole Laure (* 1948), kanadische Schauspielerin, Sängerin, Drehbuchautorin, Filmregisseurin und Filmproduzentin
- Carole Lombard (1908–1942), US-amerikanische Schauspielerin.
- Carole Merle (* 1964), französische Skirennläuferin
- Carole Montillet-Carles (* 1973), französische Skirennläuferin
- Carole Pateman (* 1940), britisch-US-amerikanische Politikwissenschaftlerin
- Carole Piguet (1962–2023), Schweizer Schauspielerin
- Carole Quinton (* 1936), britische Leichtathletin
- Carole Bayer Sager (* 1944), US-amerikanische Songschreiberin, Komponistin und Sängerin
- Carole Sergent (* 1962), französische Jazzsängerin
- Carole Simpson (≈1930–2012), US-amerikanische Pop- und Jazzmusikerin
- Carole Terry (* 1948), US-amerikanische Organistin, Cembalistin und Musikpädagogin
- Carole Thate (* 1971), niederländische Feldhockeyspielerin
- Carole Toïgo (* 1971), französische Skibergsteigerin

#### Caryl
- Caryl Churchill (* 1938), britische Dramatikerin
- Caryl Rivers (* 1937), US-amerikanische Schriftstellerin und Journalistin

#### Carola
- Carola Bott (* 1984), deutsche Badmintonspielerin
- Carola Braunbock (1924–1978), deutsche Schauspielerin
- Carola Calello (* 1977), argentinische Skirennläuferin
- Carola Dertnig (* 1963), österreichische Künstlerin und Professorin
- Carola Ferstl (* 1968), deutsche Fernsehmoderatorin und Sachbuchautorin
- Carola Häggkvist (* 1966), schwedische Pop- und Gospel-Sängerin
- Carola Höhn (1910–2005), deutsche Schauspielerin
- Carola Höhn (* 1961), deutsche Sängerin
- Carola Holzner (* 1982), deutsche Medizinerin, Fachärztin für Anästhesiologie
- Carola Kretschmer (1948–2023), deutsche Gitarristin
- Carola Lentz (* 1954), deutsche Ethnologin und Hochschullehrerin
- Carola Moosbach (* 1957), deutsche Juristin und Schriftstellerin
- Carola Neher (1900–1942), deutsche Schauspielerin
- Carola Rackete (* 1988), deutsche Kapitänin und Seenotretterin
- Carola Reimann (* 1967), deutsche Politikerin (SPD)
- Carola Regnier (1943–2011), deutsche Schauspielerin, Diseuse und Tänzerin
- Carola Reinsberg (* 1949), deutsche Archäologin und Hochschullehrerin
- Carola Schwab (* 1959), deutsche Balletttänzerin und Tanzpädagogin
- Carola Standertskjöld (1941–1997), finnische Jazz- und Pop-Sängerin
- Carola Stern (1925–2006), deutsche Publizistin und Journalistin
- Carola von Wasa-Holstein-Gottorp (1833–1907), Königin von Sachsen
- Carola Williams, geb. Althoff (1903–1987), deutsche Zirkusdirektorin

#### Karola
- Karola Ágai (1927–2010), ungarische Opernsängerin
- Karola Patricia Bejenaru (* 1997), rumänische Tennisspielerin
- Karola Bloch (1905–1994), polnisch-deutsche Architektin und Autorin
- Karola Brandt (1950–2023), deutsche Ruderin
- Karola Ebeling (* 1935), deutsche Schauspielerin und Sängerin
- Karola Fings (* 1962), deutsche Historikerin und Autorin
- Karola Gramann (* 1948), deutsche Filmwissenschaftlerin und Filmkuratorin
- Karola Hagemann (* 1961), deutsche Autorin und Diplom-Pädagogin
- Karola Hattop (* 1949), deutsche Filmregisseurin
- Karola Hesse (* 1935), deutsche Rechtswissenschaftlerin
- Karola Jamnig-Stellmach (* 1954), deutsche Politikerin (CDU)
- Karola Knoblich (* 1940), deutsche Politikerin (CDU)
- Karola Kraus (* 1961), deutsche Kunsthistorikerin
- Karola Margraf (* 1965), deutsche Politikerin (SPD)
- Karola Meeder (* 1964), deutsche Filmregisseurin
- Karola Mittelstädt, deutsche Filmeditorin
- Karola Niederhuber (* 1976), österreichische Schauspielerin
- Karola Obermüller (* 1977), deutsche Komponistin
- Karola Stange (* 1959), deutsche Politikerin (Die Linke)
- Karola Sube (* 1964), deutsche Geräteturnerin
- Karola Theill, deutsche Pianistin und Liedpianistin
- Karola Voß (* 1963), deutsche Kommunalpolitikerin
- Karola Wille (* 1959), deutsche Juristin
- Karola Zibelius-Chen (* 1942), deutsche Ägyptologin und Sudanarchäologin

## Namensträger

### Einname
- Carol I. (eigentlich Karl Eitel Friedrich Zephyrinus Ludwig von Hohenzollern-Sigmaringen, 1839–1914), Fürst und König von Rumänien, siehe Karl I. (Rumänien)
- Carol II. von Hohenzollern-Sigmaringen (1893–1953), von 1930 bis 1940 König von Rumänien, siehe Karl II. (Rumänien)

### Vorname

#### Carol
- Carol Creiniceanu (1939–2012), rumänischer Fußballspieler
- Carol Reed (1906–1976), britischer Filmregisseur und -produzent

#### Caryl
- Caryl Chessman (1921–1960), wegen Raub und Vergewaltigung zum Tode verurteilter US-Amerikaner
- Caryl Férey (* 1967), französischer Schriftsteller, der hauptsächlich Kriminalromane verfasst
- Caryl Neuenschwander (* 1984), Schweizer Eishockeyspieler
- Caryl Phillips (* 1958), englischsprachiger Schriftsteller, Dramatiker und Essayist aus St. Kitts und Nevis